# 日立航空機
日立航空機（日语：ひたちこうくうき）乃日本曾經存在的飛機製造商，在第二次世界大戰前專門製造軍用航空器、飛機發動機等。雖然該公司的規模無法與三菱重工業、中島飛機、川崎重工業、川西航空機等公司相比，但主要業務在於教練機及教練機用小型發動機的製造。二戰最盛時期該公司麾下擁有五家工廠，員工總數超過3萬4千人。

## 簡歷與概要
1928年（昭和3年）東京瓦斯電力工業（以下簡稱「瓦斯電」）開發出日本第一具國產航空器發動機「東京瓦斯電力工業神風發動機」（Ha-21），1939年2月其經營權被日立製作所購入，1939年5月獨立成子公司「日立航空機」。從1941年1月起至二戰結束為止，總共製造了4個機種共1,783架，發動機則製造了14種共13,571具；前者約佔同時期日本生產總數的2.6%、後者則為11.6%。
戰後依據《企業再建整備法》的規定，1949年8月成為東京瓦斯電力工業的附屬企業，專門製造發動機、幫浦等民生必需品。1953年5月立川工廠併入富士汽車，1962年6月則和小松製作所業務合作。1972年4月和大日本機械工業公司合併，改稱「全能公司（ゼノア株式会社）」，1979年10月又與小松部品公司合併，再改名成「小松全能公司」。不過後者在2007年12月已被瑞典商胡斯克瓦那收購，更名為胡斯克瓦那全能公司；目前原立川工廠的歷史由胡斯克瓦那全能和小松工具等兩家公司承續下去。至於原千葉工廠的員工則在1947年11月於原址創設千葉製粉公司，後來因為千葉縣政府打算在千葉港設立食品加工區，所以該公司遷往千葉縣美濱區之新址。
至於原先的母公司日立製作所曾於2011年9月公開聲明，註冊於東京都中央區的日立航空機公司與前者毫無關係。

### 生產的飛機
- 三式初步教練機：1939年5月至1940年10月間在羽田工廠生產，共生產89架。
- 九三式中間教練機（日语：九三式中間練習機）：1940年12月至1942年11月、1943年5月至1944年11月之間由羽田工廠供應，共出廠1,400架。
- 二式初步教練機（日语：紅葉 (航空機)）：1943年4月至1943年8月在羽田工廠生產，共計61架。
- 零式練習用戰鬥機（日语：零式練習用戦闘機）：1944年5月至1945年7月間交由千葉工廠製造，共計279架。

### 生產的發動機
- 三菱金星發動機：金星43型，在大森工廠製造。
- 東京瓦斯電力工業天風發動機（日语：天風）：天風11、12、15、21、31型等，在千葉、大森工廠皆有製造。
- 日立初風發動機（日语：初風 (エンジン)）：初風11型，在大森工廠生產。
- 日立Tsu-11發動機（日语：ツ11 (エンジン)）：二戰末期所開發的熱噴射引擎，在千葉工廠僅製造出63具。
- Ha-12、Ha-13、Ha-13甲、Ha-26、Ha-42、Ha-112：皆在立川工廠生產。

### 旗下生產單位

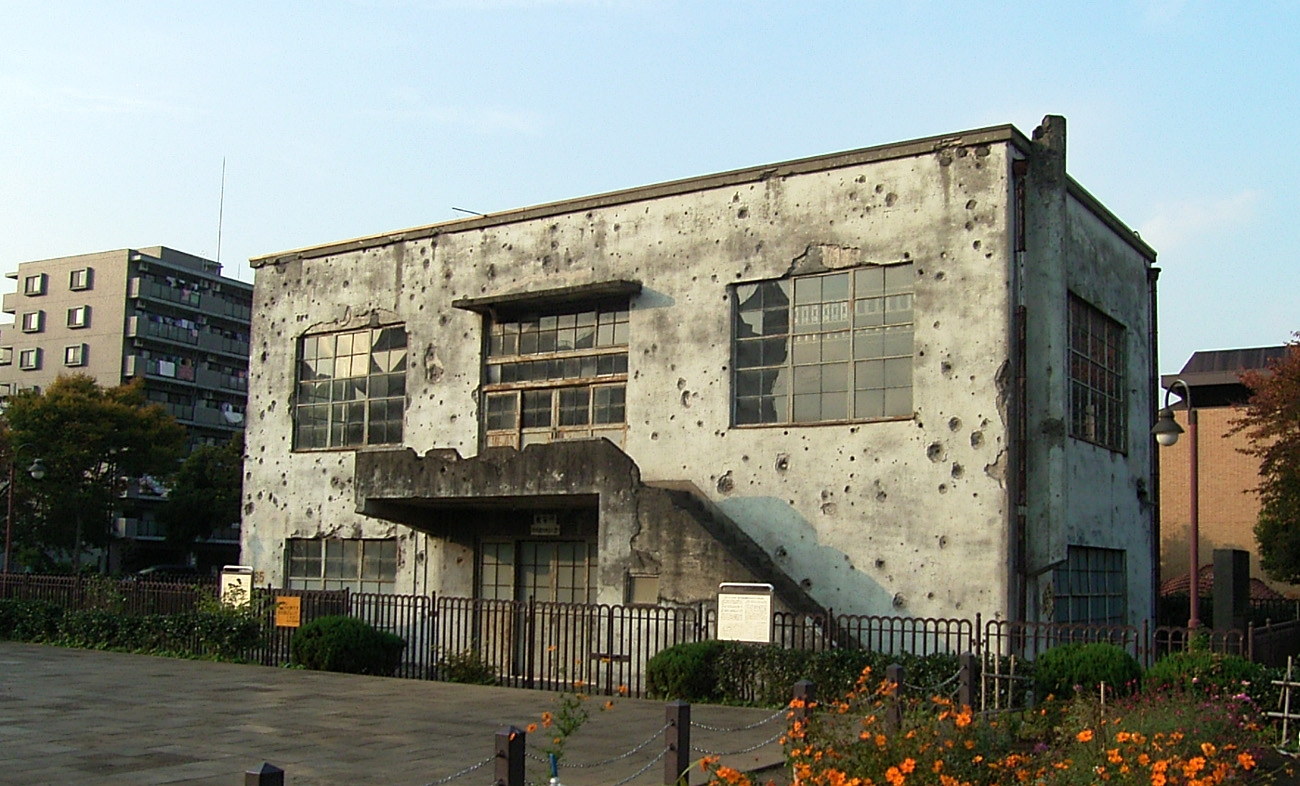
舊日立航空機立川工廠變電所

大森工廠
瓦斯電時代便設置的工廠，1944年下半年開始轉變成發動機製造重鎮。後來隨著千葉新工廠的落成，多數員工派遣至新工廠，遂成為後者的零件供應地。為了研發第一架飛機產品「千鳥號」及其發動機神風，大森工廠設有機體生產設備；此外東京帝國大學航空研究所發展的航研機亦在此地發展出來。後來機體業務擴大，遂興建羽田工廠。
羽田工廠
亦是瓦斯電時代創設的工廠，主要生產機體。同樣因多數員工移往千葉工廠，成為後者的零件供應地。三式初步教練機、九三式中間教練機、二式初步教練機等皆在此地製造。
立川工廠
瓦斯電時代創設的工廠，位於今東京都東大和市。最盛時期從業員工共1萬4千餘人，乃是該公司最大的發動機製造中心。1944年時月產量350具，佔了公司發動機總產量的半數。1945年2月17日、4月24日時該工廠、立川機場、立川飛機等處遭到盟軍空襲轟炸，熱處理、鍛冶、組立等設備被破壞殆盡，員工也死傷許多，整座工廠毀壞約50%。空襲頻繁時期實施疏散計劃，將設備和人員轉移到鄰近的津田塾大學、工廠周圍土地、武藏村山市橫田防空洞工廠、鄰近物見山的八州地下工廠等地。1946年6月原本預定的八州地下工廠已完成約20%的工程，卻遇到日本投降而中止。其中該工廠的變電所在空襲中遭受無情轟炸，整棟建築物彈痕累累，卻仍由後來的小松全能公司（小松ゼノア）繼續使用，直至1993年為止。該棟建築物被東大和市指定成文化財產（史跡），並劃入都立東大和南公園內保存。再者，該市的南街地區為當年立川工廠從業員工、家眷居住所開發。
千葉工廠
為了因應時任海軍航空本部長山本五十六要求擴大航空產業，日立航空機於現今千葉縣千葉市中央區蘇我的臨海區域設立千葉工廠。1942年4月正式投產，製造發動機與機體。最盛時期聘僱約1萬2千人，並從大森、羽田等工廠供應零組件。零式戰鬥教練機便是由該工廠製造，但因為空襲頻繁且物資缺乏、零件不足，造成生產效率低下。二戰期間德國亨克爾飛機製造廠派遣技師寇特·修密特（Kurt Schmid）常駐於此，負責指導組合生產線，以支援銀河轟炸機的整備工作。不過直到戰爭結束，該工廠皆未實際製造該飛機。配合空襲疏散計劃，該工廠的設備與人員疏散前往東京帝國大學工學部、千葉縣立高等女學校等處，並於現今大網白里市進行防空洞、半地下式建築物等工程，進行到40%進度時二戰結束。
川崎鑄造所
1939年7月完成，主要供應曲軸箱等鑄造零件給各工廠。

## 外部連結
- （日語）旧日立航空機（株）地下工場跡 （页面存档备份，存于）
- （日語）日立航空機　立川発動機製作所 （页面存档备份，存于）

1. ↑  參考《太平洋戦争中の日立航空機株式会社 : 米国戦略爆撃調査団報告・和訳》，榊憲吉、高草孝夫合譯、高草孝夫編，日立鵬友会，1990年11月。
2. ↑  請見（日語）千葉製粉株式会社：沿革 的存檔，存档日期2014-11-10.。
3. ↑  請看（日語）千葉商工会議所：シンプルな事業を核に、挑戦し続ける千葉の製粉会社 （页面存档备份，存于）。
4. ↑  見（日語）日立：日立航空機株式会社との関係について （页面存档备份，存于）。